# خبر أبيض (فلم)
خبر أبيض هو فيلم مصري عرض عام 1951، بطولة ليلى فوزي وكارم محمود، ومن إخراج عباس كامل.

## قصة الفيلم
يعمل محسن في توزيع الجرائد والمجلات، وفي يوم من الأيام يتم إجراء يانصيب على سيارة كاديلاك يقدر ثمنها بـ1500 جنيه، وكان لدى محسن غلاف مجلة يحتوي على أرقام مسلسلة لهذا اليانصيب، وعندما يفوز الرقم الذي يحمله، تصير السيارة له، لكنه يواجه العديد من المشاكل في الحارة بسبب عدم إجادة القيادة، فيطلب من أهل الحارة أن يساعدوه في الحصول على سائق، تتقدم ليلى التي كانت تطمح في الحصول على الجائزة متنكرة على أنها سائق، يكتشف محسن تنكرها ويقع في حبها.

## طاقم التمثيل
- ليلى فوزي: (ليلى)
- كارم محمود: (محسن)
- سعاد مكاوي: (بلية وصيفة ليلى)
- عزيز عثمان: (المنوم ع.ع)
- فردوس محمد: (والدة محسن)
- عبد الفتاح القصري: (المعلم حسنين - والد محسن)
- السيد بدير: (عبد الموجود ابن المبجل)
- فؤاد شفيق: (والد ليلى)
- محمد كمال المصري: (الأسطى شبانة)
- عادل عباس: (حسن أخو محسن)
- جمالات زايد: (جارة أم محسن)
- فوزية إبراهيم: (نزهة النفوس)
- هاجر حمدي: (نومة مساعدة المنوم)
- محمود لطفي: (وكيل أعمال المبجل)
- محمود رضا: (الخواجة نحوم)
- دوللي أنطوان: (راقصة)
- عبد الحميد زكي: (الرجل القروي)
- محمد التابعي: (المبجل أبو عبد الموجود)
- عبد المنعم سعودي: (عسكري الدورية)
- زكي الحرامي: (الضابط النوبتجي)
- مطاوع عويس: (جالس علي المقهى)

## فريق العمل
- إخراج: عباس كامل
- تأليف: عباس كامل
- مدير التصوير: محمود نصر
- مونتاج: ريمون قربة
- إنتاج: شروق فيلم